# Ghiacciaio Van Loon
Il ghiacciaio Van Loon è un ghiacciaio vallivo lungo circa 13 km situato sulla costa di Oates, nella regione nord-occidentale della Dipendenza di Ross, in Antartide. In particolare, il ghiacciaio, il cui punto più alto si trova a circa 1600 m s.l.m., ha origine nella parte centrale delle monti Bowers, a nord est del nevaio Edlin e a nord del ghiacciaio Montigny, e fluisce verso nord-est fino a unire il proprio flusso a quello del ghiacciaio Graveson.

## Storia
Il ghiacciaio Van Loon è stato mappato per la prima volta dallo United States Geological Survey grazie a fotografie aeree scattate dalla marina militare statunitense (USN) nel periodo 1960-64, e così battezzato dal comitato consultivo dei nomi antartici in onore di Harry Van Loon, membro del Centro Meteorologico Antartico di base alla base di ricerca Little America, situata sulla barriera di Ross, nel periodo 1957-58, autore di numerosi articoli scientifici riguardanti l'atmosfera dell'Antartide e dell'intero emisfero australe.